# The NULLL Collective
The NULLL Collective ist eine 2009 gegründete Funeral-Doom-Band. Das Projekt gilt aufgrund der beteiligten Musiker als eine multinationale Supergroup des Funeral Dooms.

## Geschichte
Der Amerikaner E. M. Hearst, von Torture Wheel und Wraith of the Ropes, und der Belgier Stijn van Cauter, von Until Death Overtakes Me und Wijlen Wij, gründeten 2003 das Projekt The Sad Sun, aus dem 2009 die Gruppe The NULLL Collective hervorging. Dazu luden beide den Briten S.P. White von Uncertainty Principle und Thoraxembalmer zur Gestaltung eines, auf The Sad Sun aufbauenden und später The NULLL Collective genannten, Projektes ein. Ziel der Gruppe war dabei das frei Arbeiten und die Veröffentlichung von Musik ohne die Vermittlerrolle eines Labels.

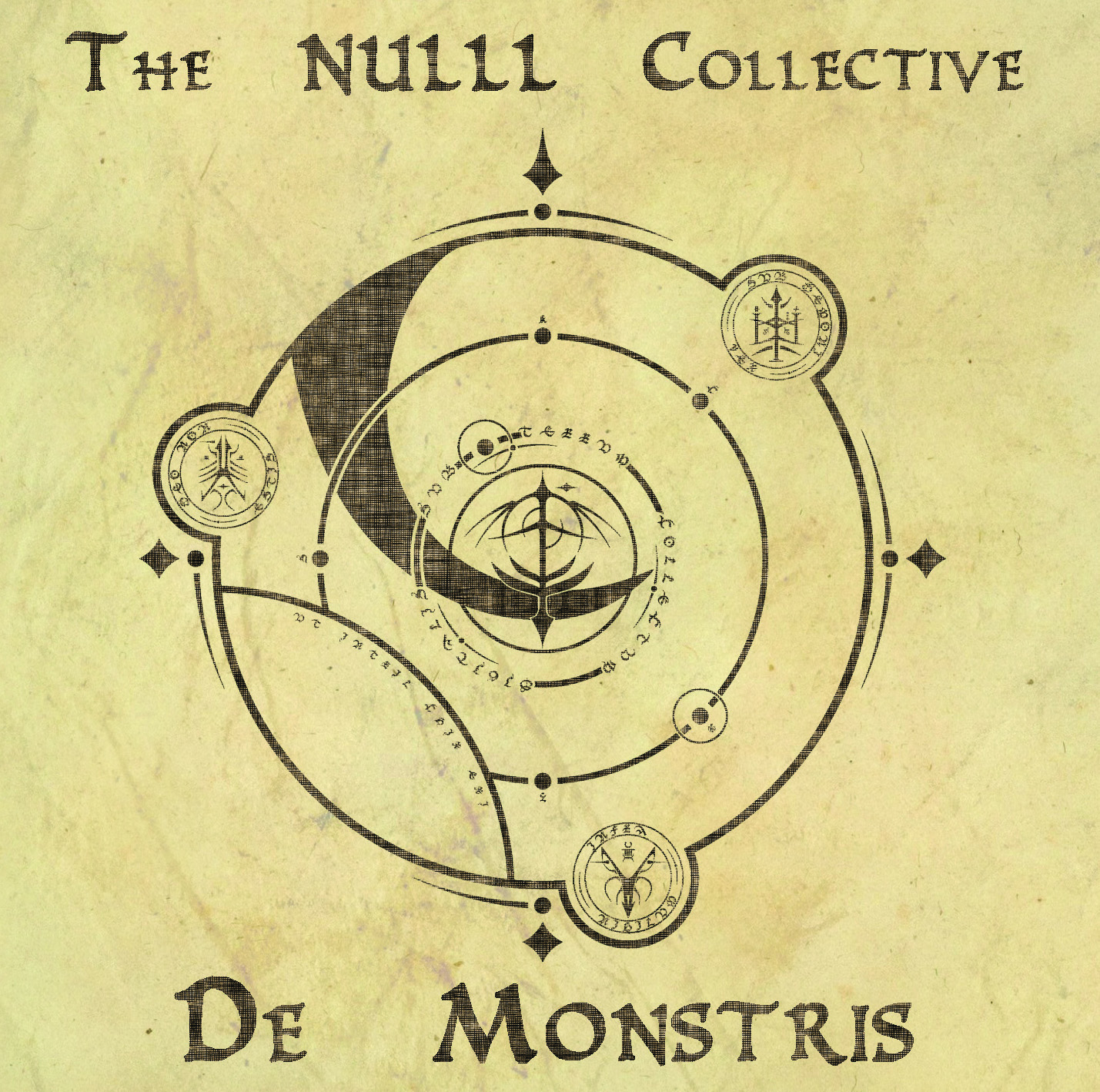
Cover des Albums De Monstris

Die Musiker teilten sich von Beginn an die Instrumentierung und den Gesang, ohne sich auf bestimmte Instrumente innerhalb der Gruppe festzulegen. Angaben zu den gespielten Instrumenten blieben aus. Alle drei Musiker waren zuvor verstärkt für Soloprojekte populär. Binnen einen Jahres veröffentlichte die Gruppe fünf Download-Singles über Nulll Infra, ein Subunternehmen von van Cauters Label Nulll Records, sowie das Album De Monstris auf Aesthetic Death Records. Das Album wurde überschwänglich positiv beurteilt und als essentielles Werk des extremen Dooms, welches nicht ignoriert werden könne, bezeichnet.
Die beiden zuletzt erschienenen Singles wurden von der Gruppe als vorausschauende Arbeiten am geplanten zweiten Album angekündigt. Allerdings blieb eine weitere Veröffentlichung aus. Kostas Panagiotou, mit welchem van Cauter in der Band Wijlen Wij gespielt hatte, gab im Juli 2016 an, dass van Cauter die Musik weitestgehend aufgegeben hätte. Obwohl van Cauter im August des gleichen Jahres eine Download-Single von Until Death Overtakes Me veröffentlichte, neue Projekte initiierte und alte reaktivierte blieb eine Fortführung von The NULLL Collective aus. Im Jahr 2022 veröffentlichte van Cauter das unvollendete Material des ursprünglich geplanten zweiten Albums unter dem Titel Cerberus Trisector.

## Stil
Die Musik von The NULLL Collective wird dem Torture- und Funeral-Doom zugerechnet. Der Rhythmus wird über einen Drumcomputer generiert und ist dem Genre entsprechend überwiegend langsam gehalten. Enthaltene Tempoausbrüche gehen allerdings bin hin zu Blastbeats. Die Keyboard- und Synthesizer-Spuren werden als cineastisch und nüchtern beschrieben. Das gutturale Growling wird als besessen, emotional und düster bezeichnet. Das stark verzerrte Gitarrenspiel wird als Mischung aus vorsintflutlichen Riffs und giftigen Leads bezeichnet.

## Diskografie
- 2009: Silent Night (Single, Nulll Infra)
- 2010: Exocation (Single, Nulll Infra)
- 2010: RepulsUgloid (Single, Nulll Infra)
- 2010: De Monstris (Album, Aesthetic Death Records)
- 2010: Cerberus Trisector (Single, Nulll Infra)
- 2010: Jingle Bells (Single, Nulll Infra)
- 2022: Cerberus Trisector (Album, Void Overflow)